# Eran Zahavi
Eran Zahavi (hay Zehavi, [1] tiếng Hebrew: ע ž זהבי; sinh ngày 25 tháng 7 năm 1987) là một cầu thủ bóng đá chuyên nghiệp người Israel chơi ở vị trí tiền vệ tấn công hoặc là tiền đạo cho Maccabi Tel Aviv F.C. và đội tuyển bóng đá quốc gia Israel.
Zahavi được mệnh danh là cầu thủ của Israel trong những năm hai lần (2013 và 2014), và hoàn tất kỷ lục tay săn bàn ba mùa liên tiếp trong Israel Premier League, trong 2013-14 (29 bàn thắng, tất cả thời gian kỷ lục câu lạc bộ), trong năm 2014-15 (27 bàn), và 2015-2016 (35 bàn, kỷ lục câu lạc bộ và giải đấu mọi thời đại). Vào tháng 12 năm 2014, Zahavi đã phá vỡ kỷ lục Premier League của Israel khi ghi bàn trong những lần ra sân liên tiếp sau khi anh ghi bàn cho trận đấu thứ 18 liên tiếp. Năm 2016, anh phá kỷ lục ghi bàn mùa giải sáu thập kỷ của Israel, đánh bại kỷ lục 1954-1955. [2] Anh được mệnh danh là Siêu cúp Trung Quốc 2017 MVP và phá vỡ kỷ lục ghi bàn mùa giải năm 2019. Zahavi là một cầu thủ quốc tế chuyên nghiệp kể từ năm 2010, kiếm được 34 mũ.

## Thống kê sự nghiệp

### Câu lạc bộ
Tính đến ngày 16 tháng 5 năm 2021
| Câu lạc bộ                  | Mùa giải            | Giải đấu               | Giải đấu | Giải đấu | Cúp quốc gia | Cúp quốc gia | Cúp liên đoàn | Cúp liên đoàn | Châu lục | Châu lục | Khác | Khác | Tổng cộng | Tổng cộng |
| Câu lạc bộ                  | Mùa giải            | Hạng                   | Trận     | Bàn      | Trận         | Bàn          | Trận          | Bàn           | Trận     | Bàn      | Trận | Bàn  | Trận      | Bàn       |
| --------------------------- | ------------------- | ---------------------- | -------- | -------- | ------------ | ------------ | ------------- | ------------- | -------- | -------- | ---- | ---- | --------- | --------- |
| Hapoel Tel Aviv             | 2006–07             | Israeli Premier League | 0        | 0        | 0            | 0            | 2             | 0             | —        | —        | —    | —    | 2         | 0         |
| Hapoel Tel Aviv             | 2008–09             | Israeli Premier League | 28       | 7        | 1            | 0            | 7             | 4             | 6        | 1        | —    | —    | 42        | 12        |
| Hapoel Tel Aviv             | 2009–10             | Israeli Premier League | 33       | 11       | 5            | 1            | 6             | 1             | 11       | 0        | —    | —    | 55        | 13        |
| Hapoel Tel Aviv             | 2010–11             | Israeli Premier League | 33       | 9        | 4            | 2            | 1             | 1             | 12       | 5        | —    | —    | 50        | 17        |
| Hapoel Tel Aviv             | Tổng cộng           | Tổng cộng              | 94       | 27       | 12           | 3            | 16            | 6             | 29       | 6        | —    | —    | 151       | 42        |
| Ironi Ramat HaSharon (mượn) | 2006–07             | Liga Leumit            | 17       | 2        | 1            | 0            | —             | —             | —        | —        | —    | —    | 18        | 2         |
| Ironi Ramat HaSharon (mượn) | 2007–08             | Liga Leumit            | 28       | 7        | 2            | 1            | 2             | 2             | —        | —        | —    | —    | 32        | 10        |
| Ironi Ramat HaSharon (mượn) | Tổng cộng           | Tổng cộng              | 45       | 9        | 3            | 1            | 2             | 2             | —        | —        | —    | —    | 50        | 12        |
| Palermo                     | 2011–12             | Serie A                | 20       | 2        | 0            | 0            | —             | —             | 2        | 0        | —    | —    | 22        | 2         |
| Palermo                     | 2012–13             | Serie A                | 3        | 0        | 1            | 0            | —             | —             | —        | —        | —    | —    | 4         | 0         |
| Palermo                     | Tổng cộng           | Tổng cộng              | 23       | 2        | 1            | 0            | —             | —             | 2        | 0        | —    | —    | 26        | 2         |
| Maccabi Tel Aviv            | 2012–13             | Israeli Premier League | 16       | 7        | 2            | 1            | —             | —             | 0        | 0        | —    | —    | 18        | 8         |
| Maccabi Tel Aviv            | 2013–14             | Israeli Premier League | 34       | 29       | 1            | 1            | —             | —             | 11       | 5        | —    | —    | 46        | 35        |
| Maccabi Tel Aviv            | 2014–15             | Israeli Premier League | 33       | 27       | 5            | 5            | 4             | 1             | 6        | 2        | —    | —    | 48        | 35        |
| Maccabi Tel Aviv            | 2015–16             | Israeli Premier League | 36       | 35       | 6            | 3            | 2             | 1             | 11       | 8        | 1    | 2    | 56        | 49        |
| Maccabi Tel Aviv            | Tổng cộng           | Tổng cộng              | 119      | 98       | 14           | 10           | 6             | 2             | 28       | 15       | 1    | 2    | 168       | 127       |
| Quảng Châu R&F              | 2016                | Chinese Super League   | 15       | 11       | 4            | 6            | —             | —             | —        | —        | —    | —    | 19        | 17        |
| Quảng Châu R&F              | 2017                | Chinese Super League   | 30       | 27       | 4            | 4            | —             | —             | —        | —        | —    | —    | 34        | 31        |
| Quảng Châu R&F              | 2018                | Chinese Super League   | 26       | 20       | 3            | 2            | —             | —             | —        | —        | —    | —    | 29        | 22        |
| Quảng Châu R&F              | 2019                | Chinese Super League   | 28       | 29       | 0            | 0            | —             | —             | —        | —        | —    | —    | 28        | 29        |
| Quảng Châu R&F              | 2020                | Chinese Super League   | 7        | 4        | 0            | 0            | —             | —             | —        | —        | —    | —    | 7         | 4         |
| Quảng Châu R&F              | Tổng cộng           | Tổng cộng              | 106      | 91       | 11           | 12           | —             | —             | —        | —        | —    | —    | 117       | 103       |
| PSV                         | 2020–21             | Eredivisie             | 25       | 11       | 2            | 0            | —             | —             | 6        | 6        | —    | —    | 33        | 17        |
| Tổng cộng sự nghiệp         | Tổng cộng sự nghiệp | Tổng cộng sự nghiệp    | 412      | 238      | 41           | 26           | 24            | 10            | 65       | 27       | 1    | 2    | 543       | 303       |

1. ↑  Ra sân tại UEFA Cup

### Bàn thắng quốc tế
Bàn thắng và kết quả của Israel được để trước.
| #   | Ngày                 | Địa điểm                                           | Số trận | Đối thủ              | Bàn thắng | Kết quả | Giải đấu                      |
| --- | -------------------- | -------------------------------------------------- | ------- | -------------------- | --------- | ------- | ----------------------------- |
| 1.  | 10 tháng 9 năm 2013  | Sân vận động Petrovsky, Saint Petersburg, Nga      | 15      | Nga                  | 1–3       | 1–3     | Vòng loại FIFA World Cup 2014 |
| 2.  | 1 tháng 6 năm 2014   | Sân vận động BBVA Compass, Houston, Hoa Kỳ         | 20      | Honduras             | 1–0       | 4–2     | Giao hữu                      |
| 3.  | 16 tháng 11 năm 2014 | Sân vận động Sammy Ofer, Haifa, Israel             | 23      | Bosna và Hercegovina | 3–0       | 3–0     | Vòng loại UEFA Euro 2016      |
| 4.  | 3 tháng 9 năm 2015   | Sân vận động Sammy Ofer, Haifa, Israel             | 27      | Andorra              | 1–0       | 4–0     | Vòng loại UEFA Euro 2016      |
| 5.  | 31 tháng 5 năm 2016  | Sân vận động Karađorđe, Novi Sad, Serbia           | 31      | Serbia               | 1–1       | 1–3     | Giao hữu                      |
| 6.  | 12 tháng 11 năm 2016 | Elbasan Arena, Elbasan, Albania                    | 32      | Albania              | 1–0       | 3–0     | Vòng loại FIFA World Cup 2018 |
| 7.  | 15 tháng 11 năm 2018 | Sân vận động Netanya, Netanya, Israel              | 41      | Guatemala            | 1–0       | 7–0     | Giao hữu                      |
| 8.  | 20 tháng 11 năm 2018 | Hampden Park, Glasgow, Scotland                    | 42      | Scotland             | 2–3       | 2–3     | UEFA Nations League 2018–19   |
| 9.  | 21 tháng 3 năm 2019  | Sân vận động Sammy Ofer, Haifa, Israel             | 43      | Slovenia             | 1–1       | 1–1     | Vòng loại UEFA Euro 2020      |
| 10. | 24 tháng 3 năm 2019  | Sân vận động Sammy Ofer, Haifa, Israel             | 44      | Áo                   | 1–1       | 4–2     | Vòng loại UEFA Euro 2020      |
| 11. | 24 tháng 3 năm 2019  | Sân vận động Sammy Ofer, Haifa, Israel             | 44      | Áo                   | 2–1       | 4–2     | Vòng loại UEFA Euro 2020      |
| 12. | 24 tháng 3 năm 2019  | Sân vận động Sammy Ofer, Haifa, Israel             | 44      | Áo                   | 3–1       | 4–2     | Vòng loại UEFA Euro 2020      |
| 13. | 7 tháng 6 năm 2019   | Sân vận động Daugava, Riga, Latvia                 | 45      | Latvia               | 1–0       | 3–0     | Vòng loại UEFA Euro 2020      |
| 14. | 7 tháng 6 năm 2019   | Sân vận động Daugava, Riga, Latvia                 | 45      | Latvia               | 2–0       | 3–0     | Vòng loại UEFA Euro 2020      |
| 15. | 7 tháng 6 năm 2019   | Sân vận động Daugava, Riga, Latvia                 | 45      | Latvia               | 3–0       | 3–0     | Vòng loại UEFA Euro 2020      |
| 16. | 5 tháng 9 năm 2019   | Sân vận động Turner, Be'er Sheva, Israel           | 47      | Bắc Macedonia        | 1–0       | 1–1     | Vòng loại UEFA Euro 2020      |
| 17. | 9 tháng 9 năm 2019   | Sân vận động Stožice, Ljubljana, Slovenia          | 48      | Slovenia             | 2–1       | 2–3     | Vòng loại UEFA Euro 2020      |
| 18. | 10 tháng 10 năm 2019 | Sân vận động Ernst Happel, Viên, Áo                | 49      | Áo                   | 1–0       | 1–3     | Vòng loại UEFA Euro 2020      |
| 19. | 15 tháng 10 năm 2019 | Sân vận động Turner, Be'er Sheva, Israel           | 50      | Latvia               | 2–0       | 3–1     | Vòng loại UEFA Euro 2020      |
| 20. | 4 tháng 9 năm 2020   | Hampden Park, Glasgow, Scotland                    | 53      | Scotland             | 1–1       | 1–1     | UEFA Nations League 2020–21   |
| 21. | 11 tháng 10 năm 2020 | Sân vận động Sammy Ofer, Haifa, Israel             | 56      | Cộng hòa Séc         | 1–2       | 1–2     | UEFA Nations League 2020–21   |
| 22. | 14 tháng 10 năm 2020 | Sân vận động Anton Malatinský, Trnava, Slovakia    | 57      | Slovakia             | 1–2       | 3–2     | UEFA Nations League 2020–21   |
| 23. | 14 tháng 10 năm 2020 | Sân vận động Anton Malatinský, Trnava, Slovakia    | 57      | Slovakia             | 2–2       | 3–2     | UEFA Nations League 2020–21   |
| 24. | 14 tháng 10 năm 2020 | Sân vận động Anton Malatinský, Trnava, Slovakia    | 57      | Slovakia             | 3–2       | 3–2     | UEFA Nations League 2020–21   |
| 25. | 31 tháng 3 năm 2021  | Sân vận động Zimbru, Chișinău, Moldova             | 62      | Moldova              | 1–1       | 4–1     | Vòng loại FIFA World Cup 2022 |
| 26. | 5 tháng 6 năm 2021   | Sân vận động Podgorica City, Podgorica, Montenegro | 63      | Montenegro           | 1–0       | 3–1     | Giao hữu                      |
| 27. | 1 tháng 9 năm 2021   | Tórsvøllur, Tórshavn, Quần đảo Faroe               | 65      | Quần đảo Faroe       | 1–0       | 4–0     | Vòng loại FIFA World Cup 2022 |
| 28. | 1 tháng 9 năm 2021   | Tórsvøllur, Tórshavn, Quần đảo Faroe               | 65      | Quần đảo Faroe       | 2–0       | 4–0     | Vòng loại FIFA World Cup 2022 |
| 29. | 1 tháng 9 năm 2021   | Tórsvøllur, Tórshavn, Quần đảo Faroe               | 65      | Quần đảo Faroe       | 4–0       | 4–0     | Vòng loại FIFA World Cup 2022 |
| 30. | 4 tháng 9 năm 2021   | Sân vận động Sammy Ofer, Haifa, Israel             | 66      | Áo                   | 3–1       | 5–2     | Vòng loại FIFA World Cup 2022 |
| 31. | 4 tháng 9 năm 2021   | Sân vận động Sammy Ofer, Haifa, Israel             | 66      | Áo                   | 5–2       | 5–2     | Vòng loại FIFA World Cup 2022 |
| 32. | 9 tháng 10 năm 2021  | Hampden Park, Glasgow, Scotland                    | 68      | Scotland             | 1–0       | 2–3     | Vòng loại FIFA World Cup 2022 |
| 33. | 12 tháng 10 năm 2021 | Sân vận động Turner, Be'er Sheva, Israel           | 69      | Moldova              | 1–0       | 2–1     | Vòng loại FIFA World Cup 2022 |
| 34. | 18 tháng 11 năm 2023 | Pancho Aréna, Felcsút, Hungary                     | 73      | România              | 1–0       | 1–2     | Vòng loại UEFA Euro 2024      |
| 35. | 24 tháng 3 năm 2024  | Sân vận động Szusza Ferenc, Budapest, Hungary      | 74      | Iceland              | 1–4       | 1–4     | Vòng loại UEFA Euro 2024      |

## Danh dự

### Đội
Hapoel Tel Aviv
- Israeli Premier League: 2009–10
- Israel State Cup (2): 2009–10, 2010–11

Maccabi Tel Aviv
- Israeli Premier League (3): 2012–13, 2013–14, 2014–15
- Toto Cup: 2014–15
- Israel State Cup: 2014–15

### Individual
- Israeli Premier League Most Assists: 2010–11
- Footballer of the Year in Israel (2): 2013–14, 2014–15
- Israeli Premier League Top Goalscorer (3): 2013–14, 2014–15, 2015–16
- Israeli Premier League Player of the Month: December 2014
- 2015–16 UEFA Champions League qualifying phase Top Scorer: 7 goals
- Chinese Super League MVP: 2017[2]
- Chinese Super League Top Scorer (2): 2017,[3] 2019[4]
- Chinese Super League Team of the Year (2): 2017,[5] 2019[4]

## Dữ liệu dòng giới thiệu
1. 1 2 3
2. ↑  新浪体育 (ngày 11 tháng 11 năm 2017). "扎哈维当选2017中超MVP 拉维奇冯潇霆遗憾落选". sports.sina.com.cn.
3. ↑  2017中超各项最佳:扎哈维MVP+金靴 卡帅最佳教练 (bằng tiếng Trung Quốc)
4. 1 2  "Paulinho wins MVP, Li takes best coach at Chinese Super League awards ceremony". Bản gốc lưu trữ ngày 28 tháng 12 năm 2019. Truy cập ngày 28 tháng 12 năm 2019.
5. ↑  中超最佳阵容:武磊领衔上港4将 富力恒大各3人 (bằng tiếng Trung Quốc)